# Echinodiscus
Echinodiscus — рід грибів. Назва вперше опублікована 2000 року.

## Класифікація
До роду Echinodiscus відносять 2 види:
- Echinodiscus kozhevnikovii
- Echinodiscus lesdainii